# Zamilované maso
Zamilované maso je krátkometrážní film surrealistického českého režiséra Jana Švankmajera z roku 1989. Trvá jednu minutu, objevil se jako reklama ve Švankmajerově filmu Otesánek. Jan Švankmajer obstaral námět, režii i výtvarnou stránku filmu, animaci zajistil Bedřich Glaser.

## Děj
Hlavní postavy hrají dva syrové plátky masa. Ty se do sebe zamilují, když se prohlíží v odraze lžičky. Následně spolu tancují při hudbě z rádia, pak se oba vyválí v talíří plném mouky. Tuto scénu lze chápat jako sexuální akt. Na závěr jsou steaky napíchnuty na vidlice a položeny na rozpálenou pánev. Tak končí jejich láska.
Celý děj je provázen mlaskavými zvuky pohybujícího se masa. Film nazvučil Ivo Špalj.
Film byl odvysílán také na MTV.